# Îles Deux Groupes
De eilandengroep Îles Deux Groupes wordt gevormd door de atollen Marokau en Ravahere. De eilandengroep ligt in de midden van de Tuamotu archipel in Frans-Polynesië, in de Grote Oceaan.

## Geografie
Marokau en Ravahere liggen op 2 km afstand van elkaar. De eilanden vallen bestuurlijk onder de gemeente Hikueru.

## Geschiedenis
De eilanden werden ontdekt door Louis Antoine de Bougainville in 1768. Maar het is James Cook geweest die de eilanden hun huidige naam gegeven heeft.
Marokau · Ravahere